# エンクバット・バダルウーガン
エンクバット・バダルウーガン（モンゴル語: Энхбатын Бадар-Ууган, 英語: Enkhbatyn Badar-Uugan, 1985年6月3日 - ）は、モンゴル国・ウランバートル出身のアマチュアボクシング選手。北京オリンピック金メダリスト。

## 来歴
2006年、ドーハアジア大会でバンタム級で銅メダルを獲得。
2007年に地元で開催されたアジアボクシング選手権で金メダルを獲得し、世界ボクシング選手権で銀メダルを獲得。
2008年、北京オリンピックで金メダルを獲得。モンゴルでは同大会柔道のナイダン・ツブシンバヤルに続いて2人目のオリンピック金メダリストとなった。
2009年、JBCを視察するなどプロ転向の可能性を見せている。日本では亀田三兄弟が所属する亀田ジムなどが興味を示している。
同じモンゴル出身の大相撲の横綱・朝青龍明徳と大相撲モンゴル巡業のパーティに参加したり、日本で横綱とともにボクシングを観戦するなど交流を深めている。